# Vladimir Pavlovich Palei
Vladimir Pavlovich Palei, (9 de janeiro de 1897 – 18 de julho de 1918) foi um poeta russo e membro da família imperial.

## Biografia

### Primeiros anos
O seu pai era o grão-duque Paulo Alexandrovich que se casou com a sua mãe, Olga Valerianovna Palei, sem a autorização do czar Nicolau II da Rússia. O seu pai tinha-se casado anteriormente com a Princesa Alexandra da Grécia, que morreu ao dar à luz o meio-irmão de Vladimir, Demétrio Pavlovich que foi um dos assassinos de Rasputine.

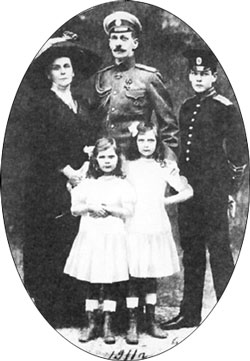
Vladimir (dir) com os pais e as irmãs

A sua mãe era divorciada e não tinha títulos imperiais, o que tornava a sua união com um grão-duque russo morganática. Por isso, Vladimir nasceu sem qualquer título. No entanto, à medida que os pretendentes ao trono iam morrendo, o pai de Vladimir aproximava-se, por isso o czar Nicolau II elevou-o a "Conde" em 1904 e, finalmente, a "Príncipe" em 1915.
Vladimir tinha dois meios-irmãos do primeiro casamento do pai (Maria Pavlovna e Demétrio Pavlovich) e três do primeiro casamento da mãe (Alexandre, Olga e Mariana von Pistohlkors). Além dos meios-irmãos tinha duas irmãs biológicas chamadas Irina e Natália Pavlovna.
Passou a sua infância em Paris e mais tarde frequentou a Corps dês Pages, uma prestigiada academia militar em São Petersburgo. Lutou pelo Império Russo na Primeira Guerra Mundial e foi condecorado com a Ordem de Santa Ana pelos seus esforços.

### Obra literária
Vladimir Palei, além de ter talento para a música e pintura, também começou a escrever os seus primeiros versos por volta dos 13 anos de idade que foi aperfeiçoando ao longo dos anos.
A sua mãe, Olga Palei, escreveu sobre o talento do filho:
| “ | Desde os 13 anos que o Vladimir escrevia versos maravilhosos. Sempre que ele regressava a casa, o seu talento poético era cada vez mais evidente. Ele aproveitava todos os momentos livres que tinha para escrever a sua adorada poesia. Tinha um temperamento de sonhador, o que o fazia observar tudo, sem deixar escapar nada da sua subtil e cuidadosa atenção. Adorava a Natureza ardentemente- Ficava extasiado com tudo criado por Deus. A lua inspirava-o, o cheiro de uma flor dava-lhe uma ideia para um poema. Além do mais tinha uma memória prodigiosa. O que ele sabia, o que teve tempo de ler na sua curta vida, era verdadeiramente maravilhoso. | ” |

Em princípios de 1915, fez uma brilhante tradução de russo para francês da obra dramática em verso do seu tio, o grão-duque Constantino Constantinovich, “O Rei dos Judeus”.
Em agosto de 1916, apesar de se encontrar em serviço na Primeira Guerra Mundial, foi publicado o seu primeiro livro de poemas. A obra recebeu o modesto título de “Sbornika” (Selecção). Foi uma edição elegante, com letras douradas gravadas e os lucros foram remetidos para as obras de caridade patrocinadas pela czarina Alexandra Feodorovna. O volume incluía 86 poemas, escritos entre 1913 e 1916. As composições versavam vários temas, como o amor, a natureza, a mitologia, a música, as artes, o teatro, a família, os amigos, a guerra… A obra revelava uma forte ligação com as melhores tradições dos mais famosos poetas russos, como Alexandre Pushkin, Maikov ou Tolstoy, mas também demonstrava influências de simbolismo e o uso frequente da personificação de objectos para expressar sentimentos. As fortes e puras crenças religiosas do autor também se manifestavam em vários dos seus poemas que se centravam em temas como a oração, o pecado, o arrependimento e a vida eterna.
Alguns jornais de São Petersburgo publicaram comentários sobre a obra. O autor de um deles, F. Batiushkov, criticou a influência que a poesia de Palei parecia ter na do grão-duque Constantino Constantinovich, que parecia considerar um tanto articulada, mas também assinalou a novidade da obra do jovem autor e expressou que o seu talento poderia ser desenvolvido e tornar-se melhor com a experiência.
No dia 3 de abril de 1918, véspera da sua partida para o exílio, foi publicada a sua segunda obra de poesia, impressa na tipografia da sétima companhia do regimento Ismailovsky. Continha 85 composições, 37 delas escritas em 1916 e o resto em 1917. A maioria destes poemas eram obras curtas, com a notável excepção de “Sonho e Máscara”, escrito entre junho e outubro de 1916. Foi uma edição pequena que teve apenas 300 exemplares. Devido às circunstâncias políticas, o livro passou completamente despercebido e não se publicou nenhuma crítica sobre ele.
Como no seu primeiro livro, os seus novos poemas versavam diversos temas, tais como o amor, a fé, a Grande Guerra, a família do poeta, a natureza, a mitologiam, as recordações de França e a admiração de Palei por autores como Pushkin, Verlain e Tagore. Alguns, como “Grande Privação”, escrito em março de 1917, descreviam a problemática atmosfera que imperava com a queda da dinastia Romanov e as rezas do jovem poeta para o seu Deus:
| “ | Oh! Permite-me levantar de novo com entusiasmo, Permite-me ver no meu vizinho algo diferente da mentira Permite-me amar e permite-me estar preparado Quando for chamado até Ti! | ” |

Vladimir deixou varias obras inéditas em russo, francês e inglês, embora a maioria do que escreveu durante o exílio se tenha perdido. Em 1996, publicou-se em Moscovo um volume com grande parte dos seus poemas em russo, duas obras teatrais e alguns outros escritos.

## Exílio

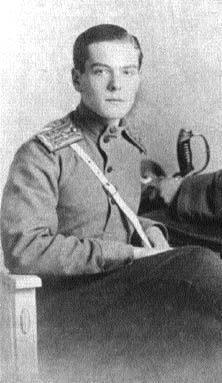
Vladimir Palei em 1915

Após a abdicação de Nicolau II, muitos foram os nobres que abandonaram a Rússia, no entanto o novo regime insistiu em reter os membros da família imperial por perto. Nos primeiros tempos de revolução, a mãe de Vladimir, a princesa Palei, teve uma reunião particular com Alexander Kerensky onde lhe pediu autorização para regressar a Paris com a família. O pedido foi recusado sob o pretexto de que a população não veria com bons olhos a viagem de um grão-duque para o Ocidente. Receberam autorização para viajar até para Crimeia ou para a Finlândia, mas escolheram permanecer em Petrogrado.
Foi durante a prisão domiciliária da família imperial no Palácio de Alexandre que a influência do pai de Vladimir aumentou brevemente. O próprio Vladimir chegou a acompanhar o grão-duque a uma reunião particular com a imperatriz Alexandra Feodorovna e dois dos principais oficiais de Kerensky, Gutchkoff e Korniloff. Esta reunião ocorreu à meia-noite do dia 4 de março de 1917, o horário escolhido precisamente como forma de humilhação para a imperatriz que foi forçada a esperar pelos dois oficiais na companhia de Paulo e Vladimir. Depois da relutância que estes mostraram em colaborar com os pedidos da família, Paulo e Vladimir abdicaram das suas posições no exército russo, passando a viver como cidadãos comuns. 
O palácio que a família possuía em Czarskoe Selo recebia visitas quase diárias de oficiais bolcheviques que o inspeccionavam e desproviam de qualquer tipo de valores. Devido à lei de proibição do álcool, a adega do grão-duque Paulo que continha milhares de vinhos de todos os cantos do mundo foi destruída quase na totalidade, salvando-se apenas as garrafas que a família tinha escondido pela casa e que mais tarde vendeu para se conseguir sustentar. Posteriormente o governo bolchevique quis transformar o palácio numa sede de governo, como tinha feito com quase todos os outros da cidade. No entanto, devido à popularidade do grão-duque Paulo entre os antigos oficiais, esta ideia foi rejeitada, criando antes um museu. A família mudou-se então para um apartamento na cidade e apenas a mãe de Vladimir regressava ao palácio duas vezes por semana para servir de guia aos visitantes.
Em março de 1918, foi publicado um anúncio por parte da Tcheka a informar todos os membros masculinos da família imperial que se deveriam apresentar na sede para se registarem. Temendo pelo filho e pelo marido, a Princesa Palei conseguiu um atestado médico para o grão-duque Paulo que estava doente na altura e dirigiu-se à sede sem o filho, afirmando que, como ele não tinha o nome de Romanov, não fazia parte dos membros convocados. Olga foi recebida pelo braço-direito do chefe da polícia secreta, Gleb Ivanovitch Bokiy, que não ficou convencido com os seus argumentos.
Olga Palei descreveu o encontro nas suas memórias: 
| “ | Ele sentou-se na secretária e começou a interrogar os príncipes que estavam presentes. Quando chegou a minha vez, ele olhou-me com desdém. (…) ‘Diga-me, este Paulo Romanov não tem um filho?’; ‘Sim.’; ‘Como se chama ele?’; ‘Dmitri Pavlovich’; ‘Ah, sim! É esse!’ E a sua boca contorceu-se num sorriso. ‘E onde está ele?’; ‘Neste momento encontra-se na Pérsia.’; ‘Na Pérsia? … Que pena.’, acrescentou, batendo com a ponta dos dedos na secretária. ‘Mas o Paulo Romanov tem outro filho, não tem?’ O meu coração começou a bater muito depressa. ‘Sim, mas ele não tem o nome de Romanov.’; ‘Mas mesmo assim ele é filho dele e tem o nome do Paulo Romanov?’; ‘Sim’; ‘Então onde está ele? Porque não está aqui? Ninguém tem o direito de ignorar os decretos. Ele que se apresente aqui amanhã ao meio-dia! | ” |

No dia seguinte, Vladimir apresentou-se na sede da Tcheka e foi recebido pelo próprio director. Foram-lhe apresentados dois documentos para ele escolher. Num deles, era pedido que ele negasse ser filho do grão-duque Paulo Alexandrovich e no outro escolhia uma cidade para o exílio. Vladimir recusou-se veemente a negar o seu pai e viu-se obrigado a exilar-se juntamente com os seus primos apenas uma semana depois do encontro.

## Morte
No dia 18 de julho de 1918, Vladimir foi brutalmente assassinado juntamente com os seus primos e a sua tia quando o grupo foi atirado para uma mina com 20 metros de profundidade que foi bombadeada de seguida. Os seus corpos foram recuperados por membros do Exército Branco em outubro desse ano quando conquistaram a cidade ao Exército Vermelho. Foram transportados para fora da Rússia até Pequim, na China, onde foram enterrados num Cemitério Ortodoxo para que os bolcheviques não os pudessem destruir. Infelizmente, este cemitério foi destruído durante a Revolução Cultural Chinesa para que no local fosse construído um parque de estacionamento.
Em 1997, foi escrita uma biografia sobre o príncipe Vladimir Palei pelo escritor Andrei Baranovski e, em 2004 o escritor Jorge F. Saenz escreveu o livro A Poet Among The Romanovs.

## Canonização
Em 1981, o príncipe Vladimir Palei foi canonizado como neomártir pela Igreja Ortodoxa Fora da Rússia. Em 2000, depois de várias discussões dentro da Igreja Ortodoxa Russa, foi declarado "Mártir da Opressão da União Soviética".